# Luc Devillers
Luc Devillers OP (* 5. September 1954 in Paris) ist ein römisch-katholischer Theologe.

## Leben
Am 1. Oktober 1977 trat Devillers in das Noviziat der Dominikaner (Provinz Toulouse) ein. Am 25. Juni 1983 empfing er die Priesterweihe. Er warb 1983 das Baccalauréat canonique in Theologie am Institut Catholique de Toulouse und 2002 die Promotion in der Heiligen Schrift – These am 7. Mai 2001 an der École biblique et archéologique française de Jérusalem verteidigt. 
Von 1986 bis 2008 hielt Devillers Bibelsitzungen und Exerzitienpredigten. Von 1986 bis 1995 war er Lehrer am Dominikanerkloster und am Interdiözesanseminar von Bordeaux. Von 1995 bis 2008 war er Dozent (2003–2008: außerordentlicher Professor) an der École biblique et archéologique française de Jérusalem. Im Oktober 2008 war Experte der Bischofssynode über Das Wort Gottes im Leben und in der Mission der Kirche. Seit 2009 ist er Professor für Exegese und Theologie des Neuen Testaments an der Universität Fribourg. 
Devillers ist Mitglied der Association catholique française pour l’étude de la Bible (ACFEB) und der Studiorum Novi Testamenti Societas (SNTS).